# Arthur W. Hummel junior

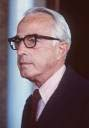
Arthur W. Hummel, Jr.

Arthur William Hummel, Jr. (* 1. Juni 1920 in Fenyang, Shanxi, China; † 6. Februar 2001 in Chevy Chase, Maryland) war ein US-amerikanischer Diplomat, der unter anderem zwischen 1968 und 1971 Botschafter in Burma, von 1975 bis 1976 Botschafter in Äthiopien, zwischen 1976 und 1977 Assistant Secretary of State for East Asian and Pacific Affairs sowie von 1977 bis 1981 Botschafter in Pakistan war. Zuletzt fungierte er 1981 und 1985 als Botschafter in der Volksrepublik China.

## Leben

### Studium und Beginn der diplomatischen Laufbahn
Hummel war der Sohn von Arthur W. Hummel Sr. und dessen Ehefrau Ruth Bookwalter Hummel, die als Englischlehrer und christliche Missionare in China tätig waren. Nach dem Besuch der Westtown High School in Philadelphia absolvierte er zunächst ein grundständiges Studium am Antioch College in Yellow Springs, das er 1940 mit einem Bachelor of Arts (B.A.) abschloss. Danach war er von 1940 bis 1941 Student am California College of Chinese Studies in Peking und arbeitete daneben 1941 als Englischlehrer an der dortigen Fu Jen Middle School. Aufgrund dieser Tätigkeit wurde er 1941 von der japanischen Besatzungsmacht in ein Internierungslager verbracht, aus dem ihm 1944 die Flucht gelang. Im Anschluss kämpfte er in einer nationalchinesischen Guerilla-Gruppe.
Nach seiner Rückkehr in die USA begann Hummel ein postgraduales Studium im Fach Internationale Beziehungen an der University of Chicago, das er 1950 mit einem Master of Arts (M.A. International Relations) beendete. 1950 trat er in den diplomatischen Dienst des US-Außenministeriums. Zu Beginn seiner diplomatischen Laufbahn war er zwischen 1952 und 1955 Attaché für Presse- und Öffentlichkeitsarbeit im Generalkonsulat Hongkong sowie anschließend von 1955 bis 1957 stellvertretender Leiter der Abteilung für Presse- und Öffentlichkeitsarbeit an der Botschaft in Japan, ehe er zwischen 1957 und 1961 Referent für Presse- und Öffentlichkeitsarbeit an der Botschaft in Burma war. Er war von 1961 bis 1963 stellvertretender Direktor des Auslandsrundfunksenders Voice of America, der zum Amt für Presse- und Öffentlichkeitsarbeit der US-Regierung (US Information Agency) gehörte.

### Botschafter undAssistant Secretary of State for East Asian and Pacific Affairs
Im Oktober 1968 löste Hummel nach verschiedenen anderen Tätigkeiten Henry A. Byroade als Botschafter in Burma ab und verblieb auf diesem Posten bis zum 22. Juli 1971. Nach weiteren Verwendungen wurde er am 3. April 1975 Nachfolger von E. Ross Adair als Botschafter in Äthiopien, nachdem der ursprünglich für diesen Posten vorgesehene bisherige Generalinspektor des Außenministeriums und des auswärtigen Dienstes Thomas McElhiney seine am 11. Februar 1974 ausgesprochene Ernennung abgelehnt hatte. Hummel bekleidete den Posten als Botschafter in Äthiopien bis zum 6. Juli 1976.
Als Nachfolger von Philip Habib wurde Hummel am 12. Juli 1976 zum Assistant Secretary of State for East Asian and Pacific Affairs ernannt, wodurch er Leiter des Referats für Ostasien und den Pazifikraum (Bureau of East Asian and Pacific Affairs) war. Dieses Amt übte er bis zum 14. März 1977 aus, ehe Richard Holbrooke am 31. März 1977 die Position übernahm. Er selbst übernahm daraufhin am 28. Juni 1977 den Posten als Botschafter in Pakistan, wo er erneut Nachfolger von Henry A. Byroade wurde. Er verblieb auf diesem diplomatischen Posten bis zum 19. Juli 1981, ehe Ronald I. Spiers am 29. Oktober 1981 neuer Botschafter in Pakistan wurde.
Zuletzt wurde Hummel, der sich auch für die private Denkfabrik Council on Foreign Relations engagierte, am 24. September 1981 Nachfolger von Leonard Woodcock als Botschafter in der Volksrepublik China und empfing in dieser Funktion am 11. Dezember 1981 die Ernennung zum Career Ambassador, der höchsten Rangstufe im US Foreign Service. Während seiner Tätigkeit als Botschafter in China war er 1982 auch Chefunterhändler der USA beim Gemeinsamen US-amerikanisch-chinesischen Kommunique über US-amerikanische Waffenverkäufe an Taiwan. Den Botschafterposten in der Volksrepublik China übte er bis zum 24. September 1985 aus und trat dann in den Ruhestand.
Aus seiner Ehe mit Betty Lou Hummel gingen zwei Söhne hervor.